# Union socialiste de Catalogne
L'Union socialiste de Catalogne ou USC (en catalan, Unió Socialista de Catalunya) est un ancien parti politique de Catalogne fondé en 1923 et qui intègre en 1936 le Parti socialiste unifié de Catalogne (PSUC).

## Histoire
L'USC, fondé le 8 juillet 1923, est issu d'une scission de la fédération catalane du PSOE, dirigé dans un premier temps par Rafael Campalans i Puig, Joan Comorera, Manuel Serra i Moret et Gabriel Alomar. La section culturelle de cette première assemblée dirigeante inclut les noms de Feliu Elias, Emili Mira, Cosme Rofes et Carles Fages de Climent.
Le parti promeut un socialisme réformiste, proche de celui proposé par le PSOE, avec toutefois une plus grande sensibilité face à la question nationale catalane et la défense du droit à l'autodétermination. Son canal d'expression est le journal Justícia Social.
L'implantation de la dictature de Primo de Rivera, qui entraîne l'interdiction des partis politiques et la suppression de la Mancommunauté de Catalogne, implique le passage de l'USC dans la clandestinité. Le parti se réorganise en 1930 et entame à partir de 1931 une collaboration avec Esquerra Republicana de Catalunya (ERC), qui est le parti hégémonique en Catalogne après les élections municipales de 1931. USC met en place une Union générale des syndicats ouvriers de Catalogne (Unió General de Sindicats Obrers de Catalunya, UGSOC) et établit des liens privilégiés avec l'Unió de Rabassaires i Altres Cultivadors del Camp de Catalunya.
Durant l'été 1933, l'USC tente un processus de fusion avec la fédération du PSOE en Catalogne, mais le projet est annulé par Francisco Largo Caballero depuis la direction centrale du PSOE.
Le parti participe ensuite à la coalition Alliance ouvrière, mais en est finalement exclu en raison de ses liens avec ERC.
En 1934, elle fait partie des organisations soutenant les événements du 6 octobre. Plus tard, il renforce ses liens avec les autres forces socialistes de Catalogne et prend ses distances avec ERC.
Aux élections générales de 1936, elle participe au Front des gauches (Front d'Esquerres de Catalunya). Le 23 juillet 1936, au début de la guerre civile espagnole, elle intègre le Parti socialiste unifié de Catalogne (PSUC).